# Apanteles eriphyle
Apanteles eriphyle är en stekelart som beskrevs av Nixon 1965. Apanteles eriphyle ingår i släktet Apanteles och familjen bracksteklar. Inga underarter finns listade i Catalogue of Life.